# Jacki Weaver
Pour les articles homonymes, voir Weaver.
Jacqueline Weaver, dite Jacki Weaver, est une actrice australienne, née le 25 mai 1947 à Sydney.

## Biographie
Jacqueline Ruth Weaver est née à Sydney, en Australie. Sa mère, Edith (née Simpson), était une immigrante d'Angleterre et son père, Arthur Weaver, était un avocat de Sydney.
Jacki Weaver a fréquenté Hornsby Girls' High School et était la « dux » de son école. Apres avoir reçu une bourse pour étudier la sociologie à l'université, elle a décidé de commencer la carrière d'actrice,.

## Filmographie sélective
- 1971 : Stork de Tim Burstall : Anna
- 1973 : Alvin Purple de Tim Burstall : La seconde Sugar Girl
- 1974 : Petersen de Tim Burstall : Susie Petersen
- 1975 : Pique-nique à Hanging Rock (Picnic at Hanging Rock) de Peter Weir : Minnie
- 1975 : The Removalists de Tom Jeffrey : Marilyn Carter
- 1976 : Caddie de Donald Crombie : Josie
- 1982 : Squizzy Taylor de Kevin James Dobson : Dolly
- 1983 : Abra Cadabra de Alexander Stitt : Voix de Primrose Buttercup
- 1987 : The Perfectionist de Chris Thomson : Barbara Gunn
- 1996 : Cosi de Mark Joffe : Cherry
- 1997 : La Bicyclette à remonter le temps : Old alice
- 2008 : Three Blind Mice de Matthew Newton : Bernie
- 2009 : Early Checkout de Jim Lounsbury (court métrage) : La femme de ménage
- 2010 : Animal Kingdom de David Michôd : Janine Cody
- 2010 : Summer Coda de Richard Gray : Jen
- 2011 : Lois de Alexandra Schepisi (court métrage) : Lois
- 2012 : Happiness Therapy (Silver Linings Playbook) de David O. Russell : Dolores
- 2012 : Cinq ans de réflexion (The Five-Year Engagement) de Nicholas Stoller : Sylvia Dickerson-Barnes
- 2013 : Stoker de Park Chan-wook : Gwendolyn Stoker
- 2013 : Parkland de Peter Landesman : Marguerite Frances
- 2013 : Haunt de Mac Carter :
- 2013 : Six Dance Lessons in Six Weeks de Arthur Allan Seidelman :
- 2014 : The Voices de Marjane Satrapi
- 2014 : Magic in the Moonlight de Woody Allen : Grace
- 2015 : Equals de Drake Doremus : Bess
- 2016 : Goldstone d'Ivan Sen : Maureen
- 2017 : The Disaster Artist de James Franco : Carolyn Minnott
- 2017 : Zeroville de James Franco
- 2017 : Le Roi de la polka : Barb
- 2018 : Mère incontrôlable à la fac (Life of the Party) de Ben Falcone : Sandy
- 2018 : Les Veuves (Widows) de Steve McQueen : Agnieska
- 2018 : Bird Box de Susanne Bier : Cheryl
- 2020 : The Grudge de Nicolas Pesce : Lorna Moody
- 2020 : Penguin Bloom de Glendyn Ivin : Jan
- 2022 : Père Stu : un héros pas comme les autres (Father Stu) de Rosalind Ross : Kathleen Long
- 2022 : Wildflower de Matt Smukler
- 2024 : Mémoires d'un escargot d'Adam Elliot (voix)

### Séries télévisées
- 2024 : Clipped (mini-série) : Shelly Sterling

## Distinctions

### Récompenses
- 2010 : Meilleure actrice dans un second rôle au Los Angeles Film Critics Association Awardq pour Animal Kingdom
- 2010 : Meilleure actrice dans un second rôle au National Board of Review Awards pour Animal Kingdom
- 2010 : Meilleure actrice dans un second rôle au San Francisco Film Critics Circle Awards pour Animal Kingdom
- 2010 : Meilleure actrice dans un second rôle au Satellite Awards pour Animal Kingdom
- 2010 : Meilleure actrice dans un second rôle au Utah Film Critics Association Awards pour Animal Kingdom
- 2010 : Meilleure actrice au Australian Academy of Cinema and Television Arts Awards pour Animal Kingdom
- 2011 : Meilleure actrice dans un second rôle au Chlotrudis Awards pour Animal Kingdom
- 2013 : Meilleure actrice dans un second rôle au Australian Academy of Cinema and Television Arts Awards pour Happiness Therapy

### Nominations
- 2011 : Oscar de la meilleure actrice dans un second rôle pour Animal Kingdom
- 2013 : Oscar de la meilleure actrice dans un second rôle pour Happiness Therapy

## Voix françaises
En France
- Sylvie Genty dans Parkland[4]
- Françoise Vallon dans The Voices[4]
- Anne Plumet dans Equals[4]
- Marie Martine dans Small Crimes[4]
- Colette Marie dans Mon âme sœur[4]

Au Québec